# قطرم
قطرم أو نعناع القط أو نعناع الهر (الاسم العلمي: Nepeta) هو جنس نباتي يتبع فصيلة الشفوية من رتبة الشفويات. وله رائحة قوية، ينمو لارتفاع ما بين 60 و90سم. يحمل النعناع عناقيد قليلة من أزهار بيضاء ذات بقع أرجوانية اللون. وأوراقه على شكل قلب ناعمة الملمس خضراء في أعلاها ومائلة إلى البياض في أسفلها. كان نعناع القط يُزْرَع منذ مئات السنين لاستخدامه في الأغراض الطبية. ويعتقد أن مستحضرًا طبيًا من نعناع القط هو دواء جيد لنزلة البرد. كما يستخدم شايًا عشبيًا. ويتم حصد النبات عندما يكتمل إزهاره. وتعد أوروبا موطن نعناع القط، ثم نقل إلى شرقي أمريكا الشمالية. وينمو على حافة الطرق وسياج الشواطئ. ويتميز نعناع القط بأزهاره ذات اللون البنفسجي الساطع.